# 埼玉新都市交通2020系電車
埼玉新都市交通2020系電車（さいたましんとしこうつう2020けいでんしゃ）は、2015年（平成27年）11月4日より営業運転を開始した埼玉新都市交通のAGT（新交通システム）用電車。

## 概要
2020系は、既存の1010系の置き換え及び1050系の取り換え準備のために導入が行われてきた2000系に続いて、残った1010系3編成の置き換えを目的として、同社で初めて三菱重工グループ製の車両を導入したものである。23編成までは三菱重工業製となっていたが、三菱重工業の交通システム製品の製造は2018年1月1日より三菱重工エンジニアリングに継承されたため、24・25編成では三菱重工エンジニアリング製となっている。ただし、同社は2023年4月に三菱重工業に統合されたたため、26編成では三菱重工業製に戻った。
2016年度グッドデザイン賞受賞。
2015年11月と2016年2月、6月にそれぞれ1編成、計3編成を導入して、1010系を置き換えた。この3編成まで、購入に際して自治体とJR東日本の経営支援を受けた。以後は自力調達となり、2019年2月には各所に改良を施した第4編成、2020年2月に第5編成を導入 して、1050系2本を置き換えた。2024年11月に2020系の最終編成となる第6編成を導入して、1050系1本を置き換える予定となっている。なお、1050系1本（第53編成）は代替編成が導入されないまま廃車になる予定である。

## 概説

### 車体
編成はゴムタイヤ式2軸車の6両編成。
外観は、並走する新幹線との調和性の高い、未来感のあるデザインを目指して設計された。車体は2000系のステンレス製から、アルミ製オールダブルスキン構造に変更され、1両あたり1 t超の軽量化が図られた。前頭部はFRP（炭素繊維強化プラスチック）により構成している。
車体断面は、理想的なシートの傾きを基準に、最も車内を広くできる形状として、六角形になっている。前面デザインや客用ドア周りも六角形を強調した配色になっている。
客用ドアは同社初となる外吊り式ワイドドア（従来の1,300 mm幅から1,400 mm幅に拡大）を採用した。ドアには下部にも窓をつけ、下方の景色を望めるようにした。ドアを駆動させる戸閉装置は、空気式に代わり富士電機製のFCPM方式（ラック・アンド・ピニオン）の電気式ドアエンジンを採用している。
台車には三菱重工業の最新式「T-smover」（軽量・高耐久性・低振動・低騒音・メンテナンスの容易性を備えた台車）を採用している。24編成では、人体に負荷をかける周波数を分析し、台車まわりを再設計した。空気圧縮機（CP）は従来のレシプロ式に代わり、潤滑油の不要なオイルフリースクロール式（三菱電機製URC800D-1形）が使用されている。
行先表示器には、2000系同様LED式の表示器が使われ、前面運転台窓上のほか、側面にも設置されている。24編成以降はフルカラーLEDを採用している。　なお、21〜23編成までの車両も2025年2月に前面運転台窓上のみフルカラーLEDに更新された。
第1編成（21編成）の前面塗装には、埼玉新都市交通のコーポレートカラーであるグリーン（グリーンクリスタル）を基調とし、ホワイト、ブラックをあしらった。側面はブラック、シルバー、グリーンが採用されており、22編成ではオレンジ（ブライトアンバー）が、23編成。ではピンク（ピュアルビー）、24編成では黄色（ゴールデントパーズ）、25編成は紫色（トワイライトアメジスト）、第26編成は（ハッピーレインボートレイン）の愛称をつけられ、7色のレインボーが採用された。

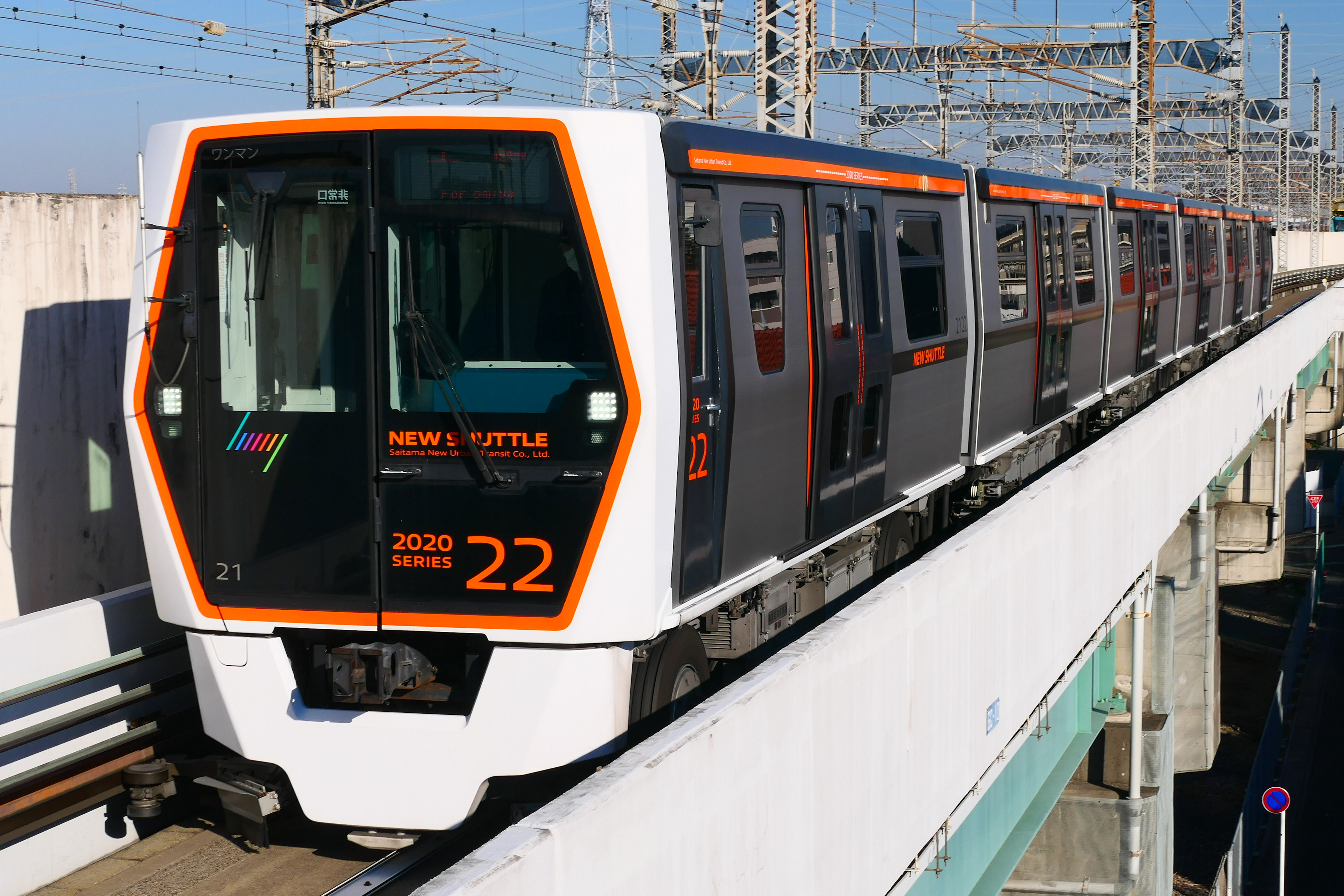
22編成（ブライトアンバー）
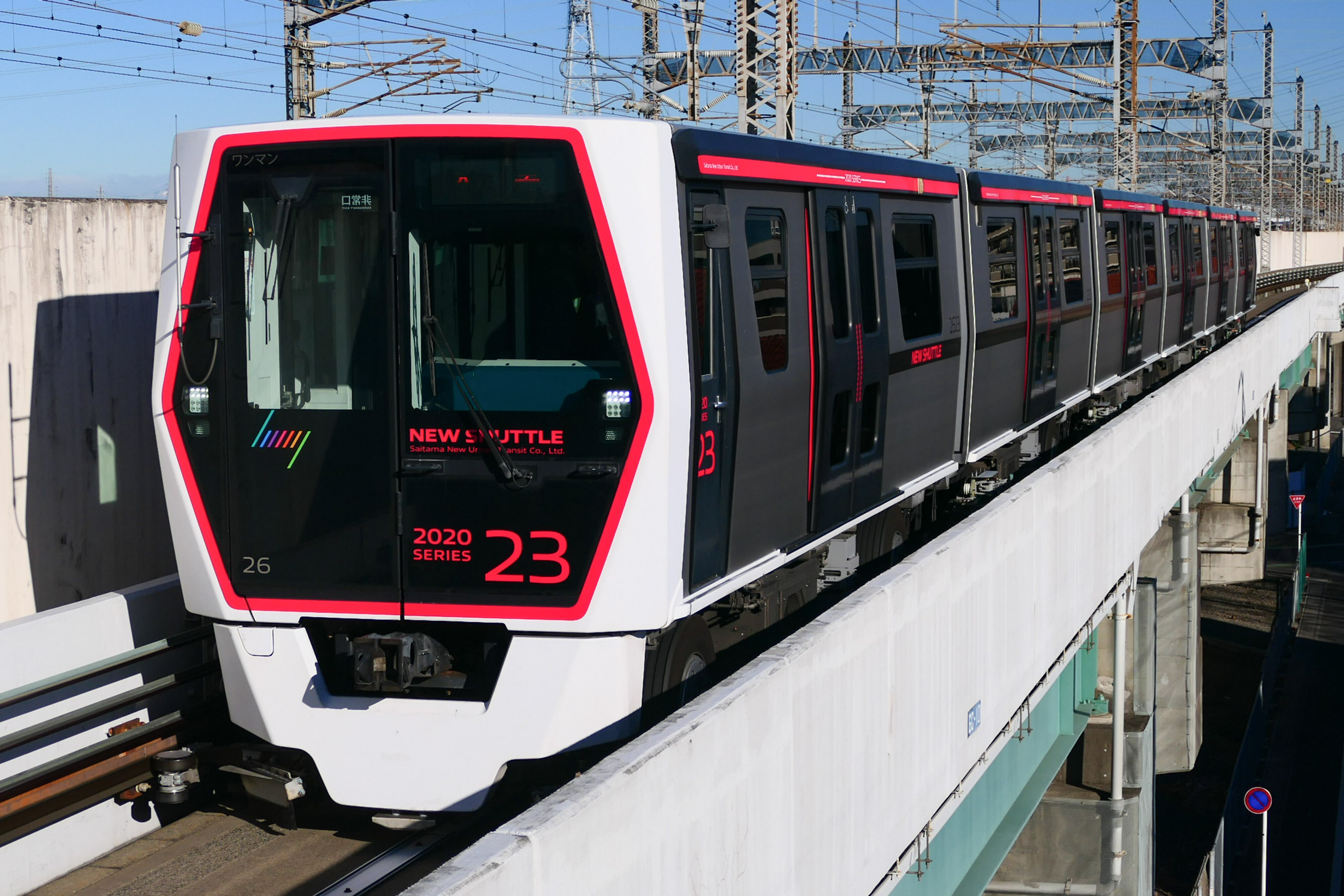
23編成（ピュアルビー）
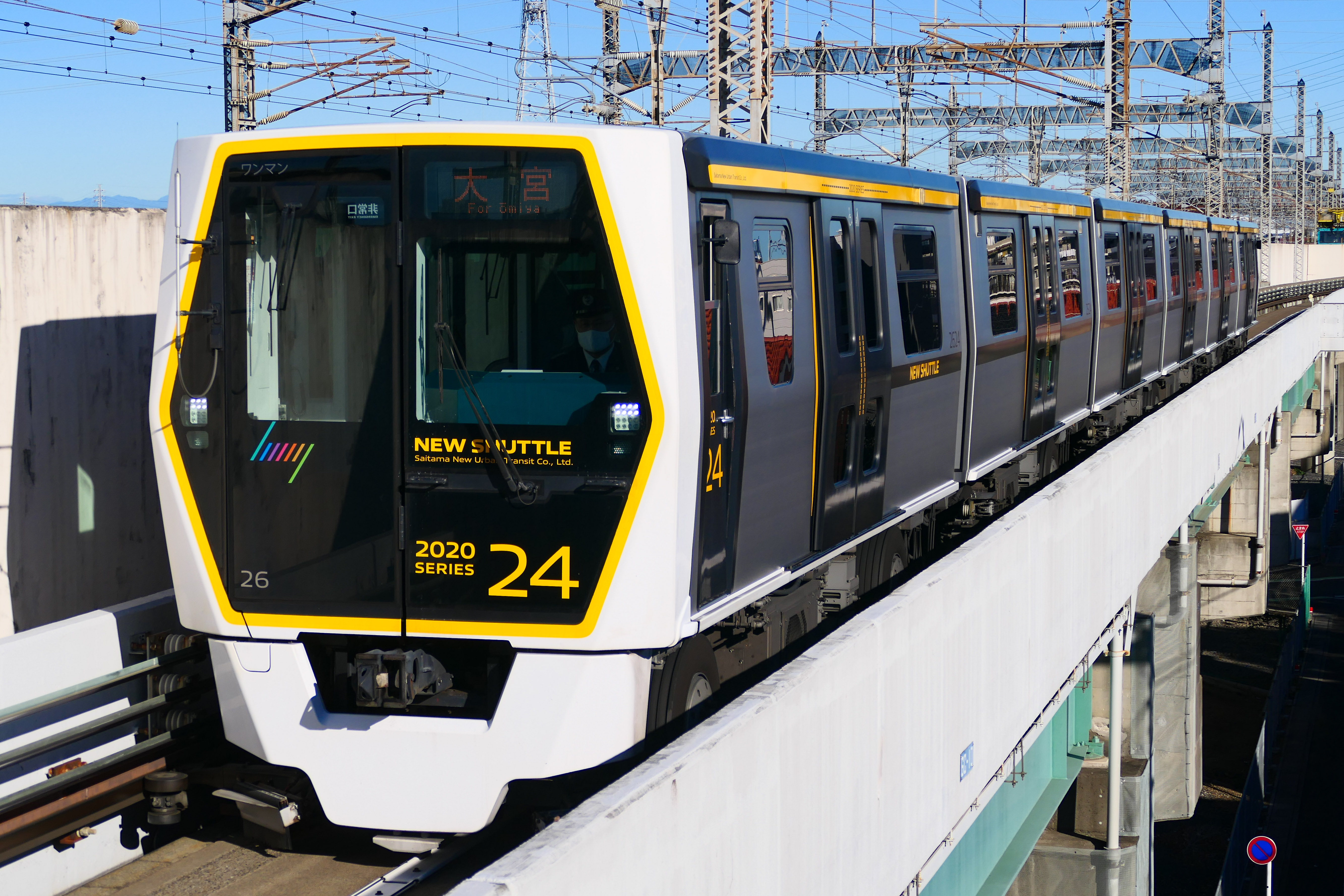
24編成（ゴールデントパーズ）
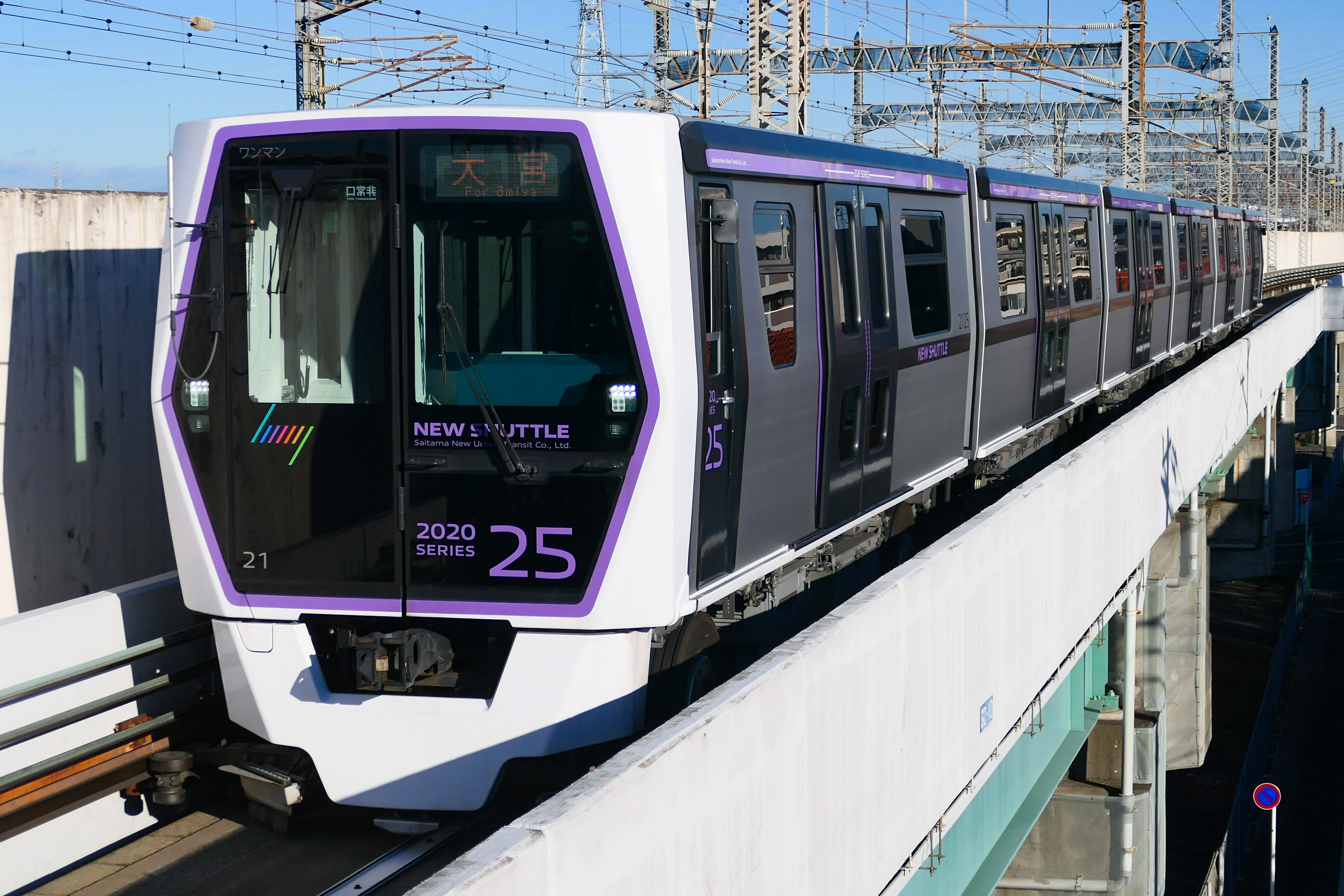
25編成（トワイライトアメジスト）
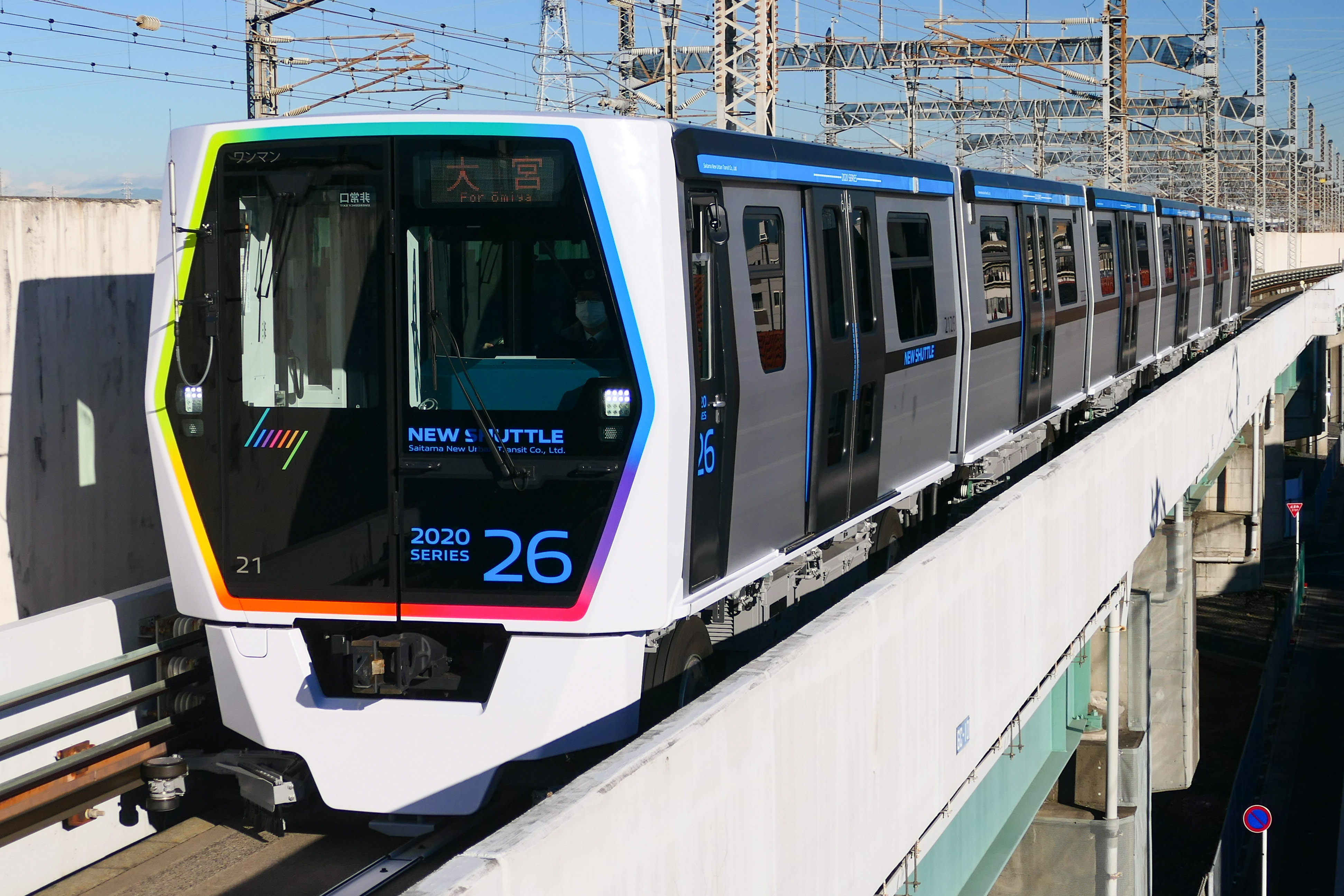
26編成（ハッピーレインボートレイン）

### 車内
座席は、ゆりかもめ7300系電車で採用されたG-Fit技術（密着性を高め、座面角度を調整し、足を投げ出しづらくした）のオールロングシートで、これまでよりフィット性が良くなった。配色は、座席は黒を基調に背もたれ中心部が緑、壁はホワイト、床下は薄いグリーンとなっている。座席の前にはスタンションポール（縦握り棒）もこれまで通り設置された。座席上部には荷棚が設置され、より利用しやすくなった。
先頭車の乗務員室直後には車椅子スペースが設置されており、合わせて非常通報装置が設置されている。乗務員室と客室間の仕切り窓はシースルーパーテーション型とすることで、2000系よりも展望性を大幅に向上させている。側窓は2段式で、下段は固定窓だが、上段は換気のため内倒れ式となっている。
各ドア上部には、2000系同様LED式の車内案内表示器が設置されており、次駅、行先などを案内する。また、ドアブザーも装備されている。
2018年からは全車両への防犯カメラ設置が開始された。24編成では、シートの樹脂の改良による乗り心地向上、新製当初から防犯カメラの設置、手すり位置の変更を行った。
第26編成では、車椅子スペースと優先席が増設され、昨今の感染症対策を踏まえ、2号車と5号車の換気装置を1台から2台に増設、さらに車内の快適性向上のため、暖房器が増設された。

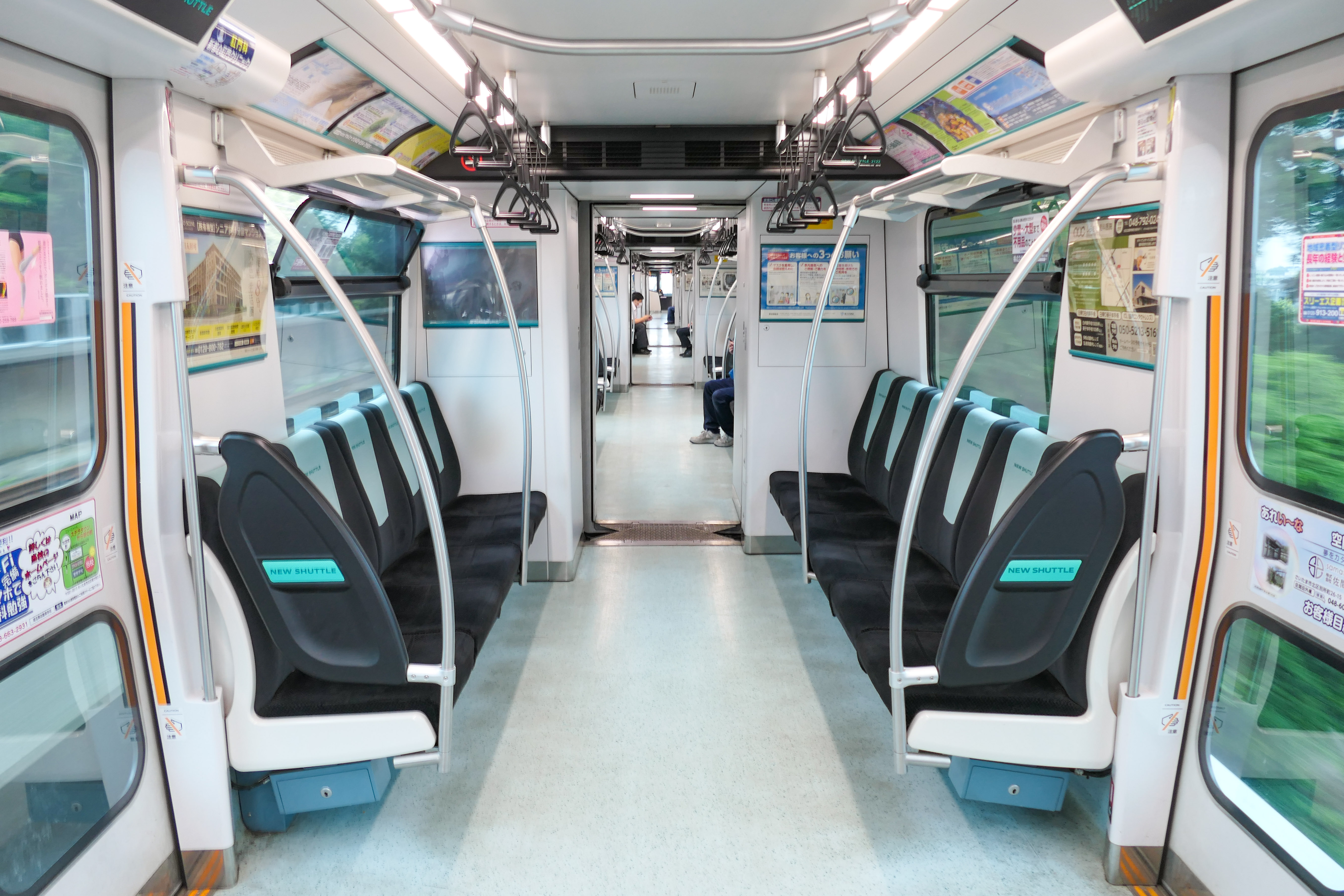
車内
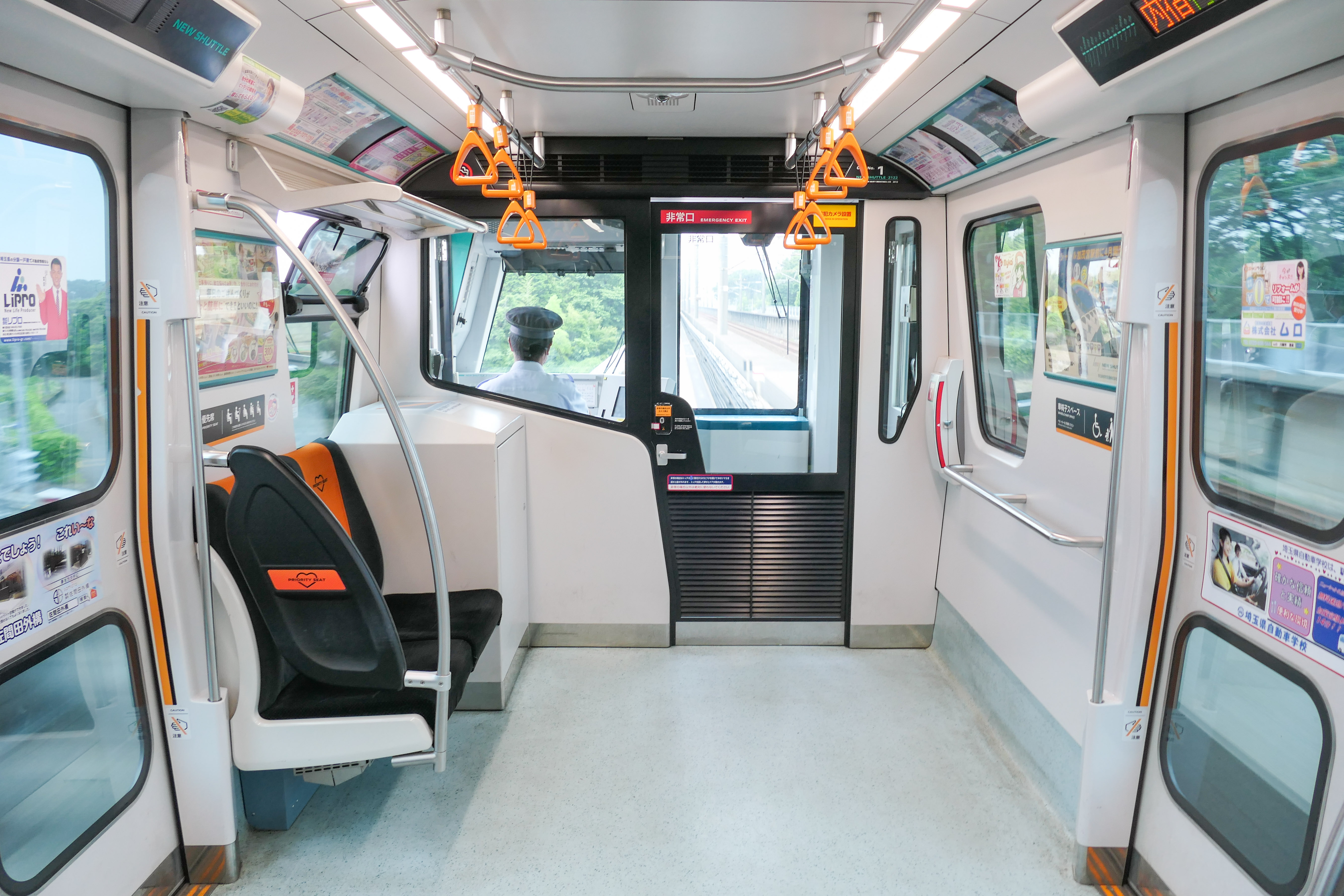
優先席と車椅子スペース
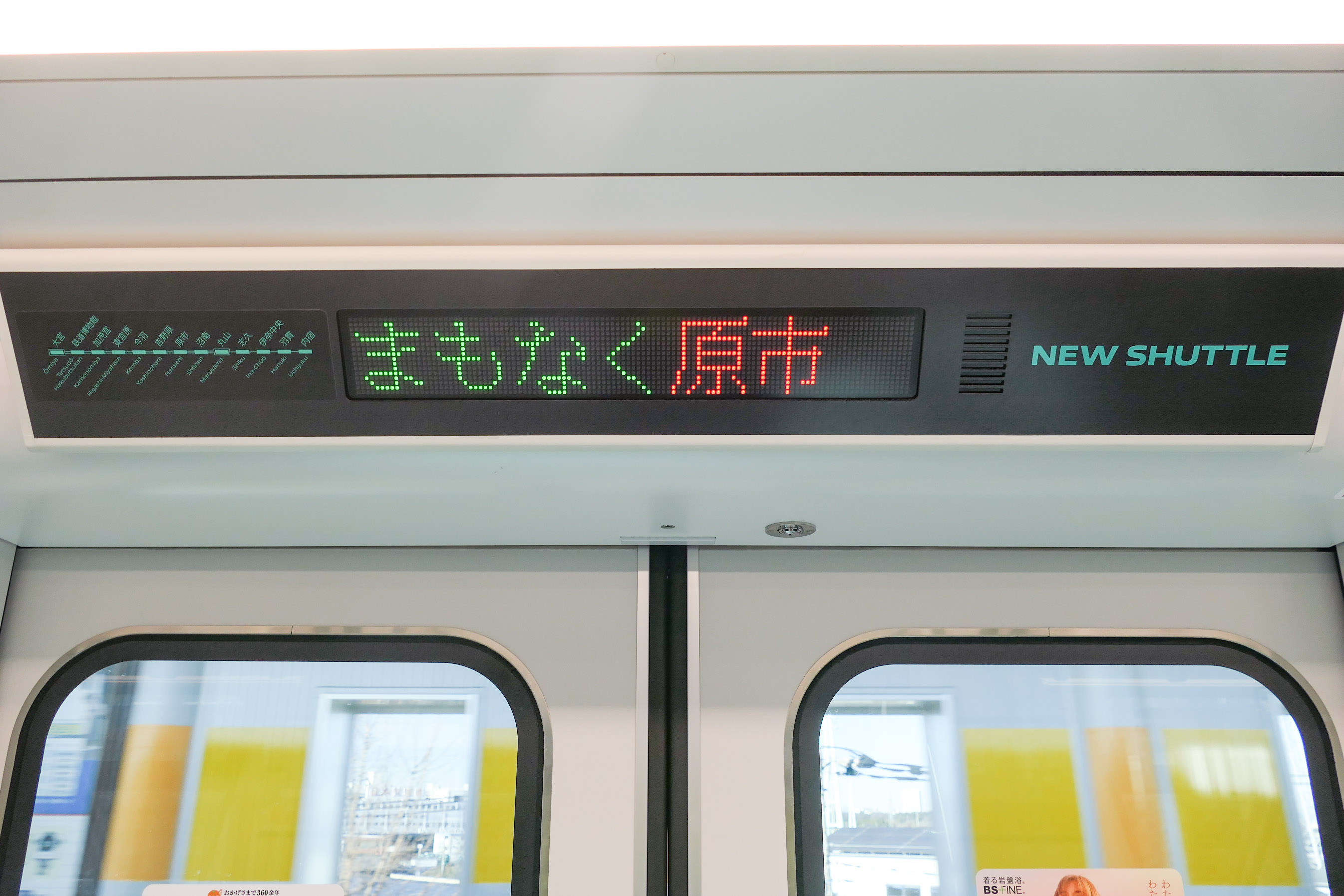
車内案内表示器

### 制御装置
主変換装置には東洋電機製造製2レベルCI（コンバータ/インバータ）によるVVVFインバータ制御（RG-697-B-M形）を採用している。機器はコンバータ部・インバータ部共IGBT素子（1,700V - 1,200A）を使用しており、三相交流をコンバータにより直流に変換後、VVVFインバータ装置で三相交流に変換して誘導電動機を制御する（PGセンサレスベクトル制御・定速運転対応）。主電動機はかご形三相誘導電動機であり、型式はTDK-6450-B（端子電圧700V、電流133A、周波数55Hz、出力125kW、定格回転数1,610rpm、効率91.5%、力率85%）である。1台のCIにより、3台の主電動機を制御する1C3M制御方式である。

### 乗務員室

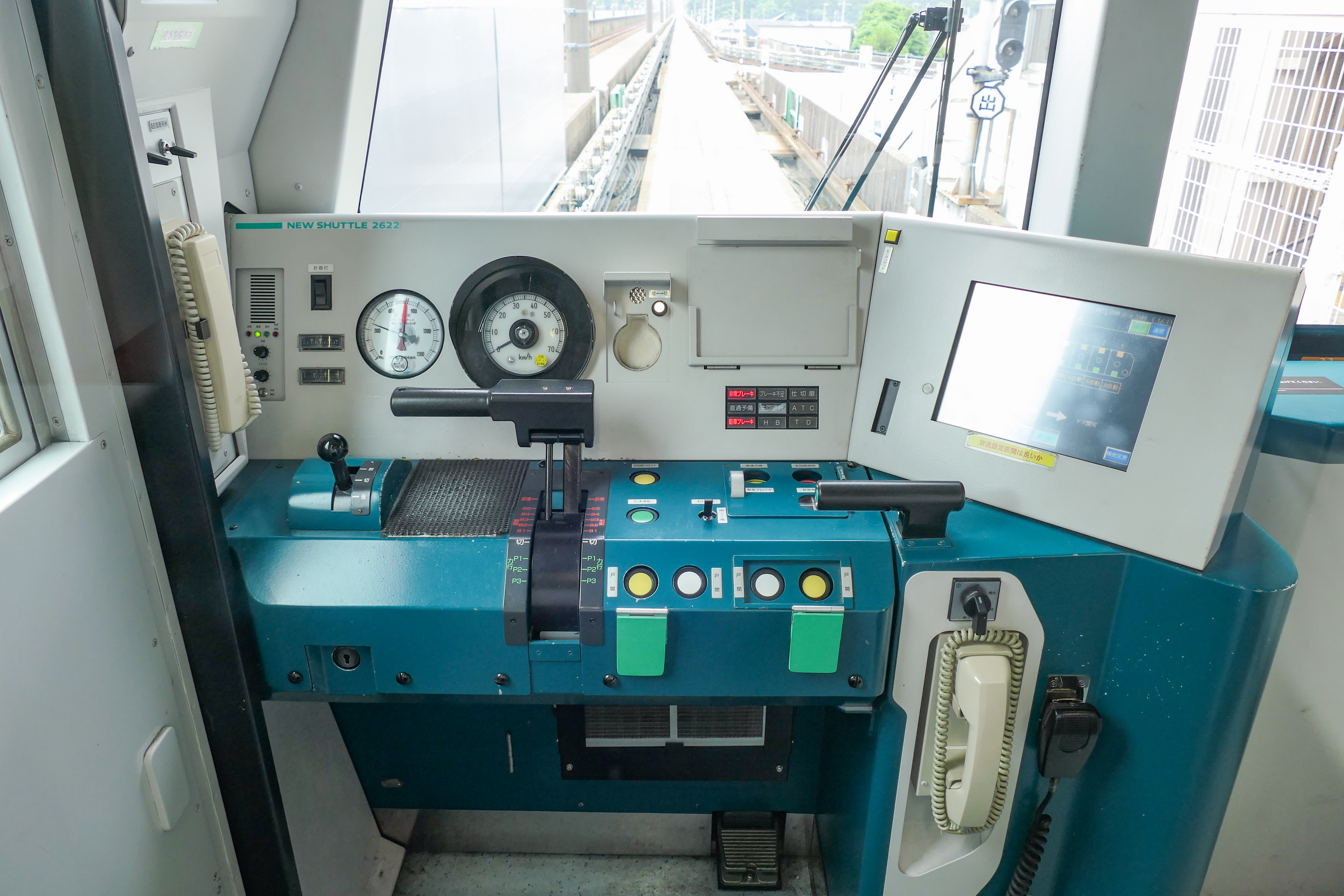
運転台

運転台は既存の車両と同じくワンマン運転に対応しており、運転台の正面には速度計などの計器類が、右側にはモニタ装置ディスプレイ（日立製作所製のATI）が配されている。主幹制御器は片手ワンハンドル式（デッドマン装置付）で、力行1 - 3ノッチ、ブレーキは1 - 5段・非常位置である。
24編成では運転ハンドルを改善するとともに、あらゆる体形の運転士が最適な運転ポジションに位置できるように改良した。

### その他
2019年（平成31年）1月16日に2000系2606号車のタイヤがパンク・バーストした事故を受け、2020年（令和2年）2月21日より、24編成から順次、タイヤ内圧監視装置の使用を開始する。

## 歴史
- 2015年（平成27年）
  - 11月1日 - 第1編成となる21編成（グリーンクリスタル）の体験乗車会が行われる。
  - 11月4日 - 21編成が営業運転を開始[5][17]。
  - 11月11日 - 13日 - 第4回鉄道技術展にて、三菱が納入前の第2編成先頭車（2122）を展示（なお、車体の帯は21編成と同じグリーンクリスタルだった）。
- 2016年（平成28年）
  - 2月2日 - 第2編成となる22編成が営業運転を開始（ブライトアンバー）[18][17]。
  - 6月14日 - 第3編成となる23編成が営業運転を開始（ピュアルビー）[19]。
  - 9月29日 - 2016年度グッドデザイン賞を受賞[7]。
- 2019年（平成31年）2月18日 - 第4編成となる24編成が営業運転を開始（ゴールデントパーズ）[10][20]。
- 2020年（令和2年）2月21日 - 第5編成となる25編成が営業運転を開始（トワイライトアメジスト）[11]。
- 2024年（令和6年）11月25日 - 2020系最終編成の第6編成となる26編成が営業運転を開始（ハッピーレインボートレイン）[12][1]。

## 編成表
|          | （ループ線のため、1往復ごとに車両の向きが変わる）← 大宮・内宿大宮・内宿 → |               |               |               |               |               |
| 形式     | 2120形 （M1）                                                             | 2220形 （M2） | 2320形 （M3） | 2420形 （M4） | 2520形 （M5） | 2620形 （M6） |
| 機器配置 | APU,CP                                                                    | CI            | BT            | BT            | CI            | APU,CP        |
| 車両番号 | 2121 ： 2126                                                              | 2221 ： 2226  | 2321 ： 2326  | 2421 ： 2426  | 2521 ： 2526  | 2621 ： 2626  |

凡例
- CI：主変換装置
APU：補助電源装置
CP：空気圧縮機
BT：蓄電池